# لوني ماك
لوني ماك (بالإنجليزية: Lonnie Mack)‏ هو مغني وعازف قيثارة وكاتب أغاني وموسيقي أمريكي، ولد في 18 يوليو 1941 في مقاطعة ديربورن في الولايات المتحدة، وتوفي في 21 أبريل 2016 في ناشفيل في الولايات المتحدة.

## وصلات خارجية
- الموقع الرسمي
- لوني ماك على موقع IMDb (الإنجليزية)
- لوني ماك على موقع روتن توميتوز (الإنجليزية)
- لوني ماك على موقع ميوزك برينز (الإنجليزية)
- لوني ماك على موقع أول ميوزيك (الإنجليزية)
- لوني ماك على موقع ديسكوغز (الإنجليزية)